# Fiume Sile: Sile Morto e ansa a S. Michele Vecchio
Fiume Sile: Sile Morto e ansa a S. Michele Vecchio este o arie protejată (arie de protecție specială avifaunistică — SPA) din Italia întinsă pe o suprafață de 538 ha, integral pe uscat.

## Localizare
Centrul sitului Fiume Sile: Sile Morto e ansa a S. Michele Vecchio este situat la coordonatele 45°38′51″N 12°17′20″E / 45.647622°N 12.288992°E.

## Înființare
Situl Fiume Sile: Sile Morto e ansa a S. Michele Vecchio a fost declarat arie de protecție specială avifaunistică în august 1999 pentru a proteja 27 de specii de animale.

## Biodiversitate
Situată în ecoregiunea continentală, aria protejată conține 2 habitate naturale: Cursuri de apă de la nivel de câmpie la nivel montan, cu vegetație Ranunculion fluitantis și Callitricho-Batrachion, Liziere de ierburi înalte hidrofile de câmpie și de nivel montan până la alpin.
La baza desemnării sitului se află mai multe specii protejate:
- păsări (19): pescăruș albastru (Alcedo atthis), rață mare (Anas platyrhynchos), stârc roșu (Ardea purpurea), stârc galben (Ardeola ralloides), buhai de baltă (Botaurus stellaris), chirighiță neagră (Chlidonias niger), erete de stuf (Circus aeruginosus), erete vânăt (Circus cyaneus), egretă mică (Egretta garzetta), stârc pitic (Ixobrychus minutus), sfrâncioc roșiatic (Lanius collurio), gaia neagră (Milvus migrans), stârc de noapte (Nycticorax nycticorax), vultur pescar (Pandion haliaetus), cresteț pestriț (Porzana porzana), cristei de baltă (Rallus aquaticus), pițigoi-pungar (Remiz pendulinus), rață cârâitoare (Spatula querquedula), corcodel mic (Tachybaptus ruficollis)
- amfibieni (1): Rana latastei
- mamifere (2): liliac comun (Myotis myotis), liliacul mare cu potcoavă (Rhinolophus ferrumequinum)
- nevertebrate (2): Austropotamobius pallipes, croitorul mare al stejarului (Cerambyx cerdo)
- pești (2): Cobitis bilineata, Sabanejewia larvata
- reptile (1): țestoasa de baltă (Emys orbicularis)

Pe lângă speciile protejate, pe teritoriul sitului au mai fost identificate 5 specii de plante, 3 specii de mamifere, 2 specii de nevertebrate.